# Cessna 310
Cessna 310 je šestsedežno dvomotorno propelersko športno letalo ameriške Cessne. V letih 1954−1980 so zgradili več kot 6300 letal. Bilo je prvo dvomotorno serijsko proizvajano Cessnino letalo po 2. svetovni vojni. Letalo so uporabljale tudi številne letalske sile. 
Letalo ima porabo goriva okoli 25 gal/h (95 L/h) in tipično potovalno hitrost 181 vozlov. 
Cessna 310F YU-BAJ je bilo prvo dvomotorno letalo Ljudske skupščine Ljudske republike Slovenije kupljeno leta 1961. 

## Specifikacije (1956 model 310)
Podatki iz 1956 Observers Book of Aircraft; Green, William: Observers Book of Aircraft, page 56. Frederick Warne Publishing, 1956.
Splošne značilnosti
- Posadka: 1
- Število sedežev: 4 potniki
- Dolžina: 27 ft 0 in (8,23 m)
- Razpon kril: 35 ft 0 in (10,67 m)
- Višina: 10 ft 6 in (3,20 m)
- Teža praznega letala: 2.850 lb (1.293 kg)
- Bruto teža: 4.600 lb (2.087 kg)
- Pogon letala: 2 × Continental O-470-B protibatni motor, 240 hp (180 kW)  vsak

Zmogljivost
- Maks. hitrost: 220 mph (354 km/h; 191 kn)
- Potovalna hitrost: 205 mph (178 kn; 330 km/h)
- Doseg: 1.000 mi (869 nmi; 1.609 km)
- Višina leta (servisna): 20.000 ft (6.096 m)
- Hitrost vzpenjanja: 1.700 ft/min (8,6 m/s)